# Икс-мен: Дани будуће прошлости
Икс-мен: Дани будуће прошлости (енгл. X-Men: Days of Future Past) је амерички филм из 2014. године, који је део серијала о Икс-менима, групи суперхероја из Марвелових стрипова и представља наставак филмова Икс-мен: Последње упориште (2006), Икс-мен: Прва класа (2011) и Вулверин (2013). Глумачку поставу чине Хју Џекман, Мајкл Фасбендер, Џејмс Макавој, Џенифер Лоренс, Хали Бери, Ана Паквин, Елен Пејџ, Николас Хоулт, Шон Ешмор, Питер Динклиџ, Ијан Макелен и Патрик Стјуарт. Након дешавања у филму Последње упориште, Вулверин путује у прошлост како би изменио историју и спречио догађаје који ће у будућности довести до пропасти мутаната и људске расе.
Метју Вон, режисер филма Икс-мен: Прва класа, првобитно је планиран као режисер овог филма, али је напустио пројекат како би се посветио раду на филмовима Кингсман: Тајна служба и Фантастична четворка. Брајан Сингер, режисер прва два филма из серијала, вратио се на место режисера и са собом је довео већину екипе која је радила на тим филмовима. Буџет је износио 205 милиона долара, а снимање је почело у Монтреалу у априлу 2013. и завршено је у августу исте године, док су се додатна снимања одиграла у новембру 2013. и фебруару 2014. године. Дванаест компанија је било задужено за филмске визуелне ефекте.
Филм је премијерно приказан у Њујорку 10. маја 2014, док је у биоскопима реализован 23. маја исте године. Критичари су позитивно оценили филм и посебно су похвалили причу, визуелне ефекте, акционе сцене, музику, глуму, тематске елементе и режију. Зарадио је преко 747 милиона долара широм света, што га чини шестим филмом по заради из 2014, а био је и најуспешнији филм по заради у серијалу, док га 2016. године није претекао филм Дедпул. Био је номинован за награду Оскар у категорији за најбоље визуелне ефекте, што га је учинило првим филмом из серијала који је био номинован за ову награду.

## Радња
У будућности, моћни роботи Сентинели убијају мутанте и људе који им помажу. Професор Завијер, Вулверин, Магнето, Сторм, Kити Прајд и њени пријатељи састају се у манастиру у Kини и Завијер им објашњава да су несавладиви Сентинели створени помоћу Мистикиног ДНK. Њу су ухватили 1973. кад је покушала да убије свог творца, др Боливара Траска. Завијер им говори да једина нада лежи у повратку у 1973. Прајд се са својим способностима придружује Чарлсу Завијеру и Ерику Леншеру у плану да убеде Мистик да одустане од своје намере. Међутим, само Вулверин може да издржи повреде које изазива путовање кроз време.

## Улоге
| Глумац          | Улога                                |
| --------------- | ------------------------------------ |
| Хју Џекман      | Логан / Вулверин                     |
| Џејмс Макавој   | млади Чарлс Завијер / Професор Икс   |
| Патрик Стјуарт  | старији Чарлс Завијер / Професор Икс |
| Мајкл Фасбендер | млади Ерик Леншер / Магнето          |
| Ијан Макелен    | старији Ерик Леншер / Магнето        |
| Џенифер Лоренс  | Рејвен Даркхолм / Мистик             |
| Хали Бери       | Ороро Манро / Сторм                  |
| Николас Хоулт   | млади Хенк Макој / Звер              |
| Келси Грамер    | старији Хенк Макој / Звер            |
| Ана Паквин      | Мари / Роуг                          |
| Елен Пејџ       | Кити Прајд                           |
| Питер Динклиџ   | Боливар Траск                        |
| Шон Ешмор       | Боби Дрејк / Ајсмен                  |
| Данијел Кадмор  | Питер Распућин / Колос               |
| Еван Питерс     | Питер Максимов / Квиксилвер          |
| Фан Бингбинг    | Блинк                                |
| Мајкл Лернер    | сенатор Брикман                      |
| Ејдан Канто     | Санспот                              |
| Бубу Стјуарт    | Ворпет                               |
| Фамке Јансен    | Џин Греј / Финикс (камео)            |
| Џејмс Марсден   | Скот Самерс / Киклоп (камео)         |